# بسناته
بسناته هي مدينه في مقاطعة فاريزي في لومباردي في شمال ايطاليا. تبلغ مساحة كومونه بيسناته7.68 كيلومتر مربع (2.97 ميل مربع) ومتوسط ارتفاع 300 متر و (980 قدم) فوق مستوى سطح البحر.اقصى نقطة في تلال رافلينو تصل إلى 300 متر و (1,080 قدم)  تشمل أيضا المواقع التاليه: بسناته، بوزانو، سنتينات، وفيلاجيو وفينيتو.

## نبذة
حدودها من الشمال بلدية سوميراغو، ومن الشمال الشرقي إلى جراجو مع أوراغو، ومن الجنوب الشرقي إلى كافاريا مع بريميزو، ومن الجنوب إلى غالارات، ومن الجنوب الغربي إلى الشمال - وأرساغو سيبريو غربًا مع مورناغو. بلدة بيسنات مساحتها تبلغ حوالي 17 كيلومتر (11 ميل) من فاريزي، 7 كيلومتر (4 ميل) من جالاراتي، 13 كيلومتر (8 ميل) من بوستو أرسيزيو و 7 كيلومتر (4 ميل) من سوما لومباردو.
كومونة بسناته كانت دائما مستقلة حتى عام 1869، حيث تم، بموجب المرسوم الملكي رقم 4919، قمعها ودمجها مع بلدية كاسوراتي سيمبيون، بلدية أرساغو سيبريو. بعد عدة سنوات، ابتداء من 1 أغسطس 1872، افترقت بسناته عن أرساغو سيبريو لتنظم إلى جراجو: وهكذا ولدت مدينة جراجو مع بسناته والتي كانت أيضًا منذ 1 يوليو 1892 موقعًا لمجموع اوراقو.
ختاماً، وعلى أثر القانون رقم 48 المنشور في 28 فبراير 1907، تم ابعاد بلدية جراجو مع بسناته وأوراغو، واعتبارًا من 1 يوليو 1907 أصبحت بسناته اخيراً بلدية منفرده. وفي عام 2007 وبمناسبة الذكرى المئوية لتأسيس المدينة قامت بلدية بسناته بطبع البطاقات البريدية والطوابع التذكارية الإيطالية.

## الجغرافيا الفيزيائية
بلدية بسناته وهي قسم من المنطقة الجغرافية الشائعة بوادي أولونا، وتندرج في منطقة جبلية بين نهر أرنو ونهر تيسينو. في الجزء الجنوبي من بسناته، تلتقي الفونتانيلي، وهي ظاهرة ناتجة عن دخول مياه الأمطار إلى طبقات التربة القابلة للاقتحام، وتتكون من الصخور والحصى والرمل وتعود البروز على السطح عندما تصادف طبقة من الطين ليست منفذة، مما يشكل طبقة كبيرة من الطين. مكان ينابيع المياه، التي تقع إلى الشرق من طريق مقاطعة جالاراتي، وعند سفح تلال الركام التي يوجد عليها جزء من أراضي جراجو مع أوراغو وكافاريا مع بريميزو.
في هذه الأراضي الرطبة، تلتقي بسناته مع بعض الممرات المائية، قناة بونت بيدر، فونتانيل فونتانيل القديم والجديد، والتي تتدفق معًا لتشكل نهر سورجوريلي، الرافد الرئيسي لنهر أرنو.

## سياسة
رئيس بلدية بيسنات هو جيوفاني كوربو، عضو الحزب الديمقراطي. انتخب عام 2019 بعد فوزه في انتخابات رئاسة البلدية بنسبة 65٪ من الأصوات. كان هناك مرشح آخر، ماركو بونالي، من الرابطة.
يبلغ عدد مقاعد المجلس البلدي اثنا عشر مواطنًا، يتوزعون على النحو التالي:
الحكومة (8):
- 5 الحزب الديمقراطي
- 2 المستقلون
- 1 العمل

المعارضة (4):
- 2 الدوري
- 1 فورزا إيطاليا
- 1 اخوة ايطاليا

## مشاهير
- باولو باسو، ساقي
- إدوارد رافاسي، دراج

## روابط خارجية
- الموقع الرسمي